# Devics Gergely
Devics Gergely (Devits Gergely) (Érd, 1751. február 12. – 1810. május 28.) magyar katolikus pap, költő.

## Életpályája
Tiszteletbeli kanonok, tököli plébános és alesperes volt a székesfehérvári püspöki megyében. Neve az 1822. Schematisusban már nem fordul elő.

## Munkái
- Elegia ad inclitam Nationem Hungaricam. Hely és év n. (1796.)
- Idyllion amoebaeum auspiciis nuptialibus sereniss. principum Josephi Antonii inclyti regni Hungariae palatini nec non Alexandrae Pawlownae dum Petropoli in Moscovia die 30. mensis octobris anno 1799. solemni ritu et pompa celebrato matrimoni die prima mensis februarii anno 1800. metropolim Hungariae Budam magnatum nobilium civium populariumque festivo cum applausu ingrederentur… humillime oblatum. Budae, 1800.